# Larón
Larón (Ḷḷarón en asturiano y oficialmente) es una parroquia del concejo de Cangas del Narcea, en el Principado de Asturias, España. 